# 사금

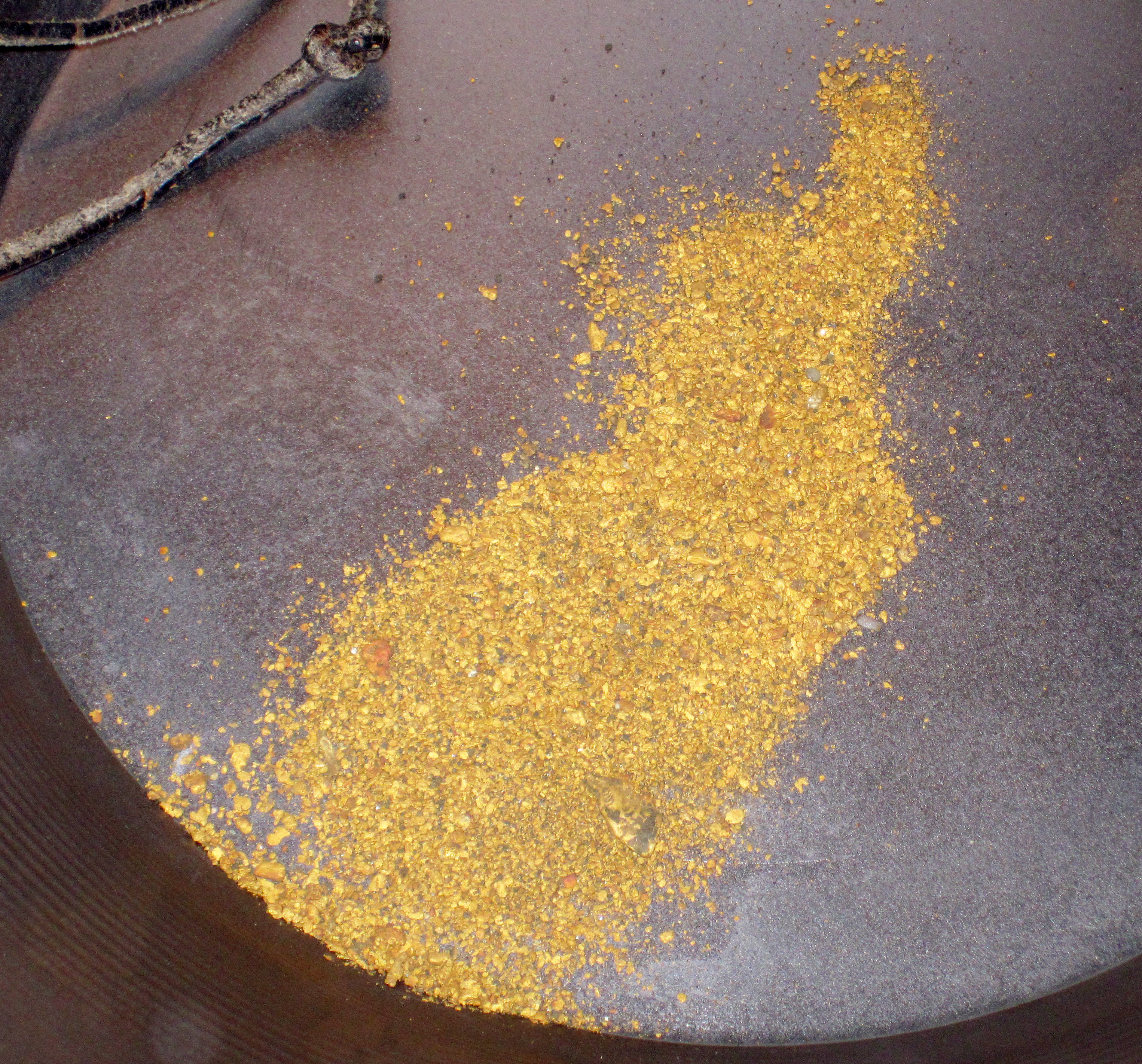
사금

사금(沙金) 또는 금모래는 물가나 물 밑의 모래 또는 자갈 속에 섞인 금이다. 사광(沙鑛, placer deposit)의 형태로 산출되는 금으로, 금광석이 풍화나 침식으로 잘게 부서져서 생기는데, 보통 작은 알갱이나 비늘 모양이지만 가끔 큰 덩어리를 이룬 것도 있다.